# Carlos de Morais Camisão

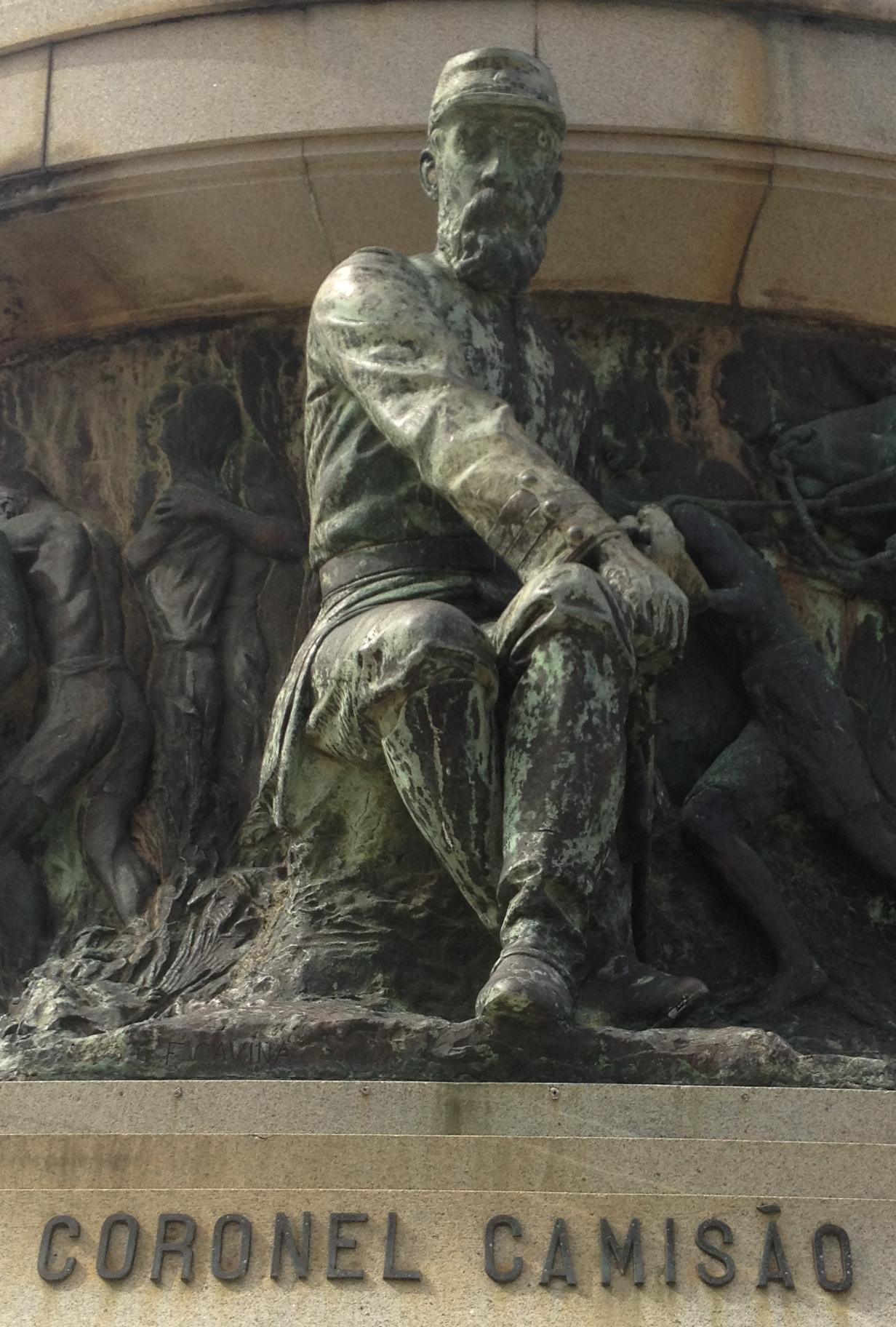
Colonel Camisão.

Carlos de Morais Camisão (* 8. Mai 1821 in Rio de Janeiro; † 29. Mai 1867 in Jardim (Mato Grosso do Sul)) war ein brasilianischer Militär, der während des Tripel-Allianz-Krieges aktiv war.

## Leben
Camisão wurde 1821 in Rio de Janeiro geboren und schlug eine militärische Laufbahn ein, in der er auch im Tripel-Allianz-Krieg beteiligt war. Er ist bekannt dafür, dass er das Kommando über die brasilianische Gegenoffensive während des Mato-Grosso-Feldzuges übernahm. Das Ende des Krieges erlebte er jedoch nicht mehr; er starb 1867 an Cholera.:69–70

## Auszeichnungen
- Cavaleiro da Ordem de Cristo (Ritter des Christusordens) – 21. Januar 1849
- Cavaleiro Imperial da Ordem da Rosa (Kaiserlicher Ritter des Ordens der Rose) – 16. März 1849
- Cavaleiro da Ordem de São Bento de Avis (Ritter des Ordens des heiligen Benedikt von Avis) – 10. Juli 1860